# 크리스마스 마켓

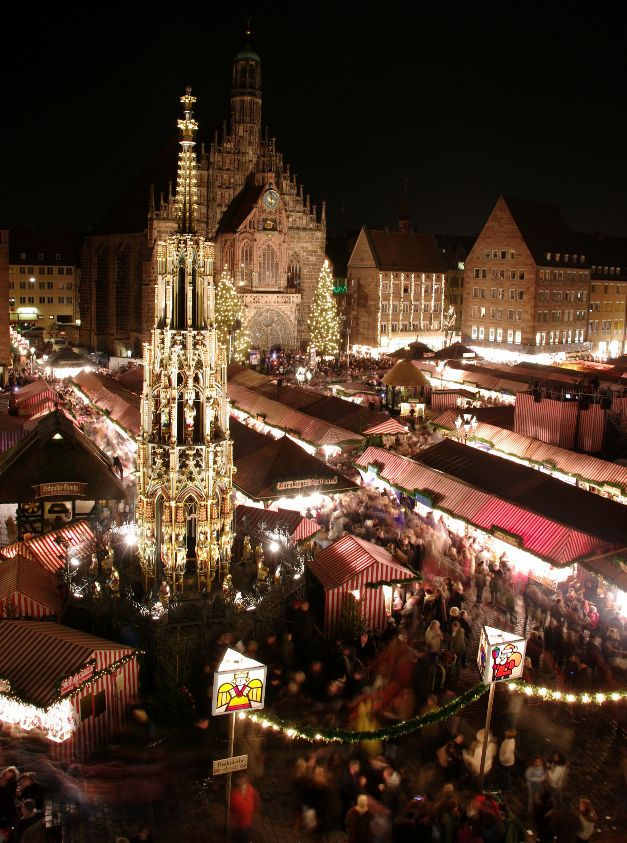
독일 뉘른베르크의 크라이스트킨들스마르크트는 세계에서 가장 유명한 크리스마스 마켓 중 하나이다.

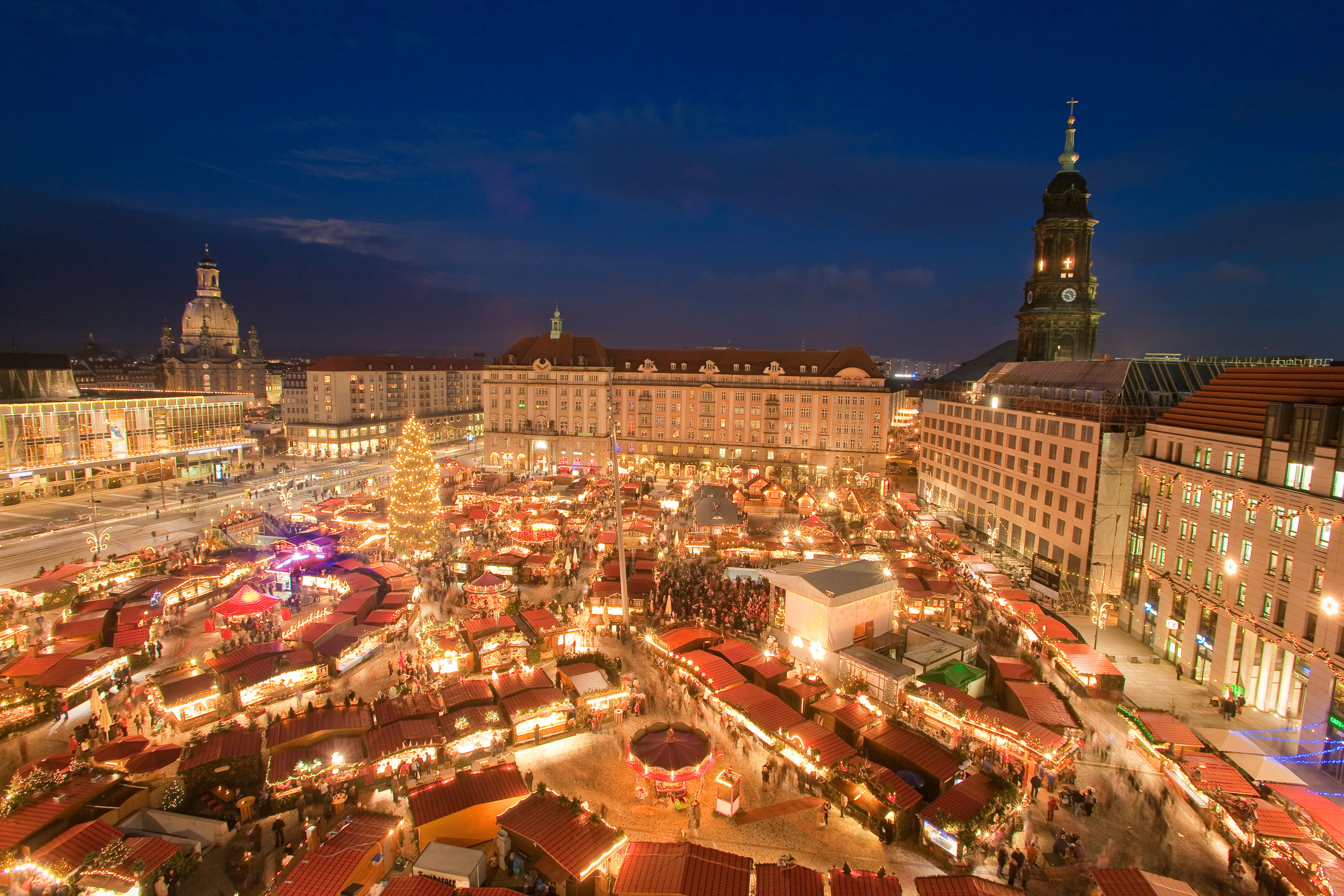
세계 최초의 크리스마스 마켓 중 하나인 독일 드레스덴의 Strizelmarkt

크리스마스 마켓(영어: Christmas market, 독일어: Weihnachtsmarkt 바이나흐츠마르크트[*])은 독일과 오스트리아의 도시의 광장에서 11월 말부터 약 1달간인 대림절에 행해지는 행사이다. 독일에서 유래된 것이지만, 스톡홀름과 같은 유럽 등지에서도 열리고 있다.

## 역사
크리스마스 마켓의 역사는 중세후반 시대로 거슬러 올라간다. 유럽의 독일어를 사용하는 지역과 프랑스의 동쪽지역을 포함하는 로마제국의 많은 지역들이 시장을 열었다. Bautzen의 크리스마스 시장은 1384년에 처음 열렸다. 드레스덴의 Striezelmarkt는 1434년에 처음 열렸다. 프랑크푸르트는 1393년에 처음 열렸다. 오스트리아에서 비엔나의 ‘12월 시장’은 1298로 거슬러 올라가는 크리스마스 시장의 시초라고 여겨진다.
독일, 스위스, 오스트리아 등의 많은 마을에서 큰 행사들은 보통 크리스마스 시장의 오픈과 함께 개최된다. 독일의 남쪽지방과 스위스, 오스트리아에서는 이것이 원래 의미가 Christ child market인 독일어로 "Christkind(e)l(s)(i)markt" 또는 "Weihnachtsmarkt"라고 불린다. 전통적으로 마을의 광장에서 열리는데, 시장에는 다양한 음식거리와 음료수, 제철 상품들 등 다양한 물품들이 나오고, 전통적인 노래와 댄스에 맞춰서 사람들은 축제를 즐긴다. Nuremberg에 크리스시장에서 오프닝 나잇에서는 천사나 광대 등의 복장을 특별하게 차려입은 사람들이 그 지역 아이들과 함께 독특한 행동을 하며 축제의 분위기를 띄운다.
큰 크리스마스 시장은 광장의 중심에 크리스마스 타워라는 큰 탑이 놓인다. 여기서 몰드와인 또는 뱅쇼라고 알려진 글뤼바인(Glühwein)이라는 따뜻한 와인과 핫 초콜릿을 팔고, 이것이 시장의 중심이된다. 그 주위에는 상점이 즐비하고 기념품이 판매된다. 회전목마와 관람차 등도 설치되기도 한다.

## 볼거리와 먹을거리
크리스마스 시장에는 다양한 것들이 있다. 큰 놀이기구부터 시작해서, 많은 관광객들에게 사랑받는 Glühwein이라는 뜨거운 멀드 와인, 또는 계란이 들어간 따뜻한 술인 Eierpunsch가 그 대표적인 예이다. 이러한 것들은 때로운 아주 추운 날씨를 잊게 만드는 역할을 하기도 한다. 이로써 크리스마스 시장을 더욱 따뜻하고 즐겁게 즐길 수 있도록 한다. 술 외에도 각 지역마다 특색있는 빵이나 다양한 음식들을 통해 관광객들이나 시장에 온 사람들을 배부르게 한다.
유명한 크리스마스 시장들은 보통 드레스덴, 프랑크푸르트, 뉘른베르크, 슈투트가르트 등의 도시에서 열린다. 또한 이 도시들은 크리스마스 시즌에 관광객들을 유인할만한 많은 볼거리와 먹을거리들을 만들어 놓는다. 뉘른베르크와 드레스덴의 시장에는 매년 거의 2백만명의 사람들이 몰린다. 슈투트가르트와 프랑크푸르트 시장에는 거의 3백만명 이상의 사람들이 몰린다. 독일에서 가장 유명한 크리스마스 시장에는 45m나 되는 거대한 크리스마스 트리장식 주변에 300개가 넘는 가판 상점들이 줄지어 선다. 한편, 쾰른에는 무려 500만의 사람들이 몰렸다. 추가적으로, 베를린에서는 70개가 넘는 시장들이 11월 말과 크리스마스 전에 열린다.
크리스마스 시장들은 알자스에서도 전통적인 것으로 유명하다. 그리고 대부분의 마을들은 그들만의 독특한 크리스마스 시장을 가지고 있다. 스트라스부르, 알자스, 프랑스는 그러한 독특한 크리스마스 시장을 1570년부터 계속해서 대성당 주변에서 열어왔다.
1982년에 잉글랜드는 12월 초에 매년 열리는 크리스마스 시장을 열었고, 이것은 영국에서 아주 넓은, 대규모의 크리스마스 시장 중에 하나로 남아있다. 이곳에서는 4일 동안 10만명 이상의 사람들이 몰릴 뿐만 아니라, 300개가 넘는 가판 상점들이 생긴다. 1997년에는 버밍엄, 에덴버러, 리즈, 맨체스터의 영국 도시에서 프랑크푸르트로부터 지지를 받아 프랑크푸르트 크리스마스 시장들이 열리곤 했다. 다른 대규모의 크리스마스 시장들은 영국이나 마스, 리버풀에서 열려왔다. 그 크리스마스 시장들은 무역과 관광객들을 늘린다는 측면에서 마을과 도시에 아주 큰 이득을 안겨주었다. 맨체스터의 크리스마스 시장은 특별히 성공적이었는데, 300개가 넘는 가판 상점들을 설치해 그 지역뿐만 아니라 주변의 다른 지역과 나라들에게 까지도 많은 긍정적인 경제적 호황 효과를 가져다 주었다.

## 독일
베를린
베를린에서 열리는 크리스마스 시장에서 가장 유명한 곳은 잔다르멘마르크트(Gendarmenmarkt)이다.
뮌헨
뮌헨 크리스마스 시장은 마리엔 광장에서 열리고있다.

## 같이 보기
- 2016년 베를린 테러
- 2018년 스트라스부르 총기 난사 사건